# Пет Тернер (веслувальник)
Пет Тернер (англ. Pat Turner, 24 березня 1961) — канадський академічний веслувальник.
Олімпійський чемпіон 1984 року в складі вісімки.